# Sergiusz Wiechowski
Sergiusz Wiechowski (ur. 16 czerwca 1974 w Warszawie) – polski piłkarz grający na pozycji pomocnika, trener piłkarski.

## Życiorys
Jest wychowankiem Gwardii Warszawa. W I lidze polskiej zadebiutował w Ruchu Chorzów, 5 marca 1997 roku w przegranym 1:2 meczu z Odrą Wodzisław Śląski. W najwyższej klasie rozgrywkowej grał jeszcze ponadto w barwach Legii Warszawa, Widzewa Łódź, Pogoni Szczecin, Świtu Nowy Dwór Mazowiecki i GKS–u Bełchatów. Łącznie rozegrał w niej 145 meczów, w których strzelił 13 goli.
W 2009 roku zakończył karierę piłkarską. W sezonie 2008/2009, gdy był jeszcze zawodnikiem Dolcanu Ząbki, pracował w nim jako asystent pierwszego trenera, Marcina Sasala. W lutym 2010 roku został szkoleniowcem Mazura Karczew. W sezonie 2009/2010 prowadzony przez niego zespół zajął w III lidze szóstą lokatę. Mimo tego, że 23 czerwca 2010 roku Wiechowski został ogłoszony asystentem Marcina Sasala w Koronie Kielce, to 14 lipca ogłoszono, że nie będzie on jednak pełnił tej funkcji.
16 stycznia 2012 został asystentem Marcina Sasala – trenera pierwszoligowej Pogoni Szczecin.
W lipcu 2013 został trenerem trzecioligowego Huraganu Wołomin. Od 2015 r. był trenerem IV-ligowej Wilgi Garwolin, zrezygnował na początku marca 2019 r.

## Afera korupcyjna
16 kwietnia 2009 roku w związku z aferą korupcyjną Wiechowski został zatrzymany. Następnego dnia został przesłuchany przez prokuraturę w sprawie „ustawienia” meczu Świtu Nowy Dwór Mazowiecki z Polonią Warszawa w 2004 roku. Po przyznaniu się do winy i złożeniu obszernych wyjaśnień został zwolniony do domu.